# Dandi (Gujarat)

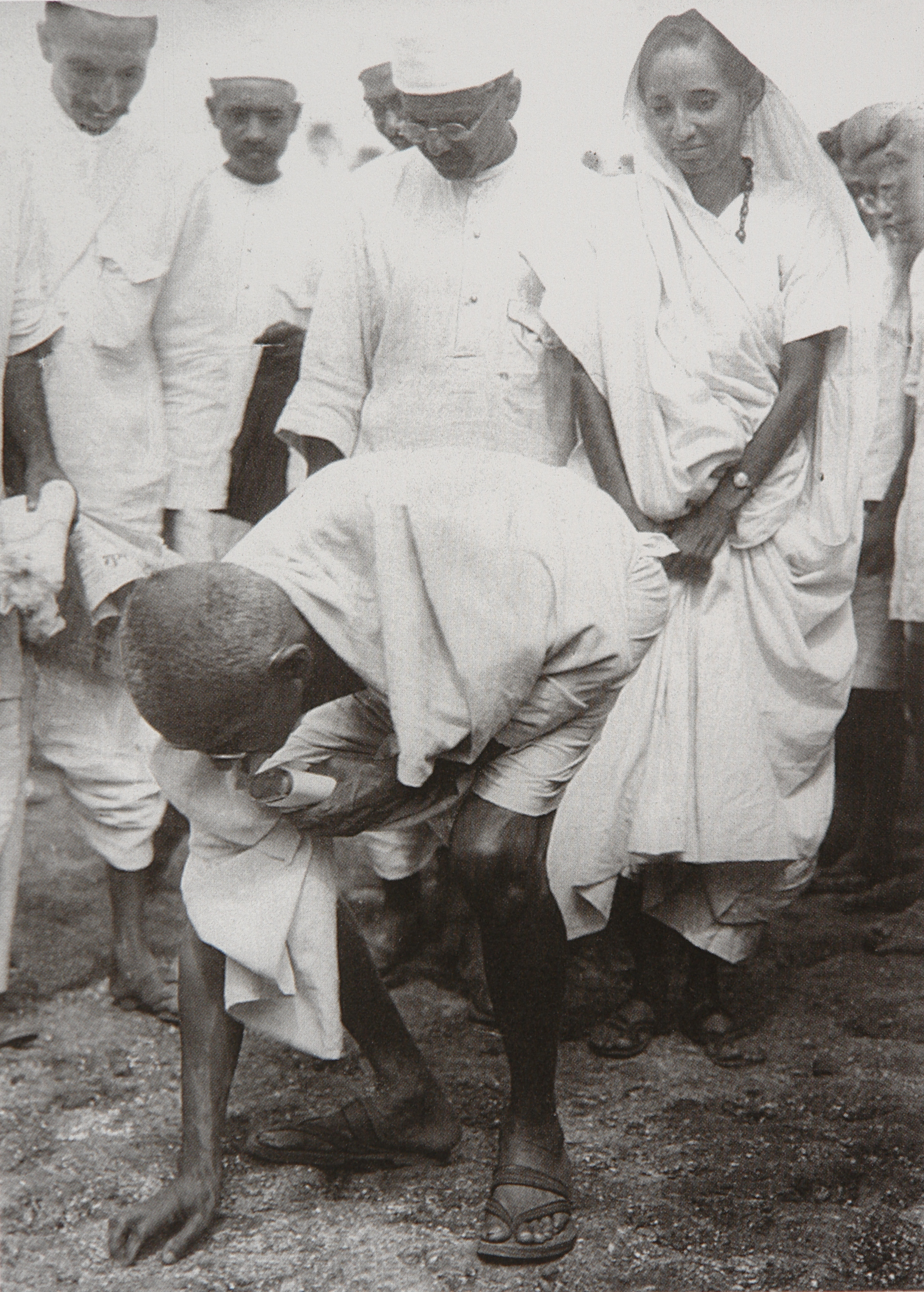
Gandhi in Dandi, Süd-Gujarat, beim Salzsammeln am Strand am Ende des Salzmarsches, 5. April 1930. Hinter ihm stehen sein zweiter Sohn Manilal Gandhi und Mithuben Petit.

Dandi ist ein Dorf im Distrikt Navsari im indischen Bundesstaat Gujarat. Es liegt am Arabischen Meer nahe der Stadt Navsari.
Weltweit bekannt wurde das Dorf 1930 als Zielort des Salzmarsches von Mahatma Gandhi. Er marschierte mit 78 Anhängern von seinem Sabarmati-Aschram bei Ahmedabad in das 386 km entfernte Dandi und hob dort Salz vom Strand auf, um gegen das britische Salzmonopol zu protestieren. Der Salzmarsch gilt gemeinhin als Beginn des Endes der britischen Herrschaft über Indien.